# Dżalaluddin Hakkani
Dżalaluddin Hakkani arab. ‏جلال الدين حقاني‎ (ur. 1939, zm. 3 września 2018) – afgański mułła i dowódca wojskowy wywodzący się z plemienia  Pasztunów, znany z licznych sukcesów w starciach z wojskami radzieckimi w czasie wojny w Afganistanie w latach 1979–1989 oraz walk z rządem Mohammada Nadżibullaha na początku lat 90. W okresie walki z ZSRR współpracował z CIA.
W czasie wojny afgańskiej w 2001 przywódca milicji talibów. Po obaleniu fundamentalistycznego reżimu nowy szef rządu afgańskiego Hamid Karzaj zaproponował Hakkaniemu stanowisko premiera, jednak ten zdecydowanie odmówił. Pod koniec życia jeden z liderów popierających talibów ugrupowań zbrojnych w Afganistanie i Pakistanie. Kierowana przez niego organizacja jest odpowiedzialna za krwawe zamachy terrorystyczne, w tym za zamach w Kabulu, w którym zginęło 150 osób. 
Dokładna data jego śmierci nie jest znana. Oświadczenie afgańskich Talibów poinformowało jedynie o tym, że Hakkani zmarł po ciężkiej chorobie, nie uściślono jednak kiedy dokładnie zmarł ani gdzie.